# Hilding Köhler
Hilding Köhler, född 12 september 1888 i Tranemo församling, Älvsborgs län, död 7 april 1982 i Vaksala församling, Uppsala län, var en svensk meteorolog.

## Biografi
Köhler påbörjade naturvetenskapliga studier i Uppsala 1909 och blev filosofie kandidat 1912 och filosofie magister 1913. I juli 1914 påbörjade han en tjänst som assistent vid det meteorologiska observatoriet på Partetjåkko i Sarek. Axel Hambergs hyddor i Sarek finns beskrivna av Axel Axelsson. Påföljande år var han observator där. Åren 1917–1918 var han assistent vid Nautisk-meteorologiska byrån i Stockholm och blev filosofie licentiat våren 1918.
Åren 1918–1926 var han föreståndare för Norrskensobservatoriet på Haldde i Finnmark i Norge.
Köhler blev filosofie doktor och docent i Uppsala 1925  och var professor i meteorologi vid Uppsala universitet 1936–1955. Han ägnade sig bland annat åt molnfysik, utförde teoretiska studier över kondensationsprocessen och studerade turbulens. Han invaldes som ledamot av Vetenskapsakademien 1947. 
Hilding Köhler är gravsatt på Uppsala gamla kyrkogård.